# Vianopolisia captiosa
Vianopolisia captiosa är en skalbaggsart som först beskrevs av Martins och Maria Helena M. Galileo 1985.  Vianopolisia captiosa ingår i släktet Vianopolisia och familjen långhorningar.
Artens utbredningsområde är Paraguay. Inga underarter finns listade i Catalogue of Life.